# Mancomunidad de la Ribera Alta
La Mancomunidad de la Ribera Alta es una mancomunidad de municipios que agrupa a los 35 municipios de la comarca de la Ribera Alta y una entidad local menor. Tiene su sede en Alzira .
El ente gestiona diferentes servicios de utilidad pública para los municipios que la integran de forma mancomunada en cinco departamentos: servicios sociales; servicios medioambientales; cultura, formación y asistencia a ayuntamientos; movilidad y tráfico y promoción económica.   En la actualidad, la mancomunidad está presidida por Francisca Maria Momparler Orta (PSOE), alcaldesa de Senyera, desde septiembre de 2023. 
Los pueblos que forman parte de la Mancomunidad son: Alberic, Alcántera de Xúquer, L'Alcúdia, Alfarb, Algemesí, Alginet, Alzira, Antella, Beneixida, Benimodo, Benimuslem, Carcaixent, Càrcer, Carlet, Castelló , Guadassuar, Llombai, Manuel, Masalavés, Montroi, Montserrat, La Pobla Llarga, Rafelguaraf, Real, Sellent, Sant Joanet, Senyera, Sumacàrcer, Turís, Tous y la Barraca de Aigües Vives, una población de 221.229 habitantes sobre une extension de 979,50 km².  
Juntos con la Mancomunidad Intermunicipal de la Ribera Baixa, forma el Consorci de la Ribera, con el fin de colaborar entre ambas mancomunidades y con otros organismos y de gestionar organismos comunes como la Agencia Energética de la Ribera (Aer), que promueve el ahorro energético y el uso de energías renovables; el Pacto Territorial para el Empleo en la Ribera (Pater), que lleva a cabo políticas activas de empleo e inserción laboral y Riberaturisme, que gestiona la planificación turística comarcal. 